# Романик Йосафат Василь
Рома́ник Йосафа́т Васи́ль (21 червня 1919, Лисків — 14 січня 2007, Варшава) — український греко-католицький священник-василіянин, протоігумен, генеральний вікарій для греко-католиків північної частини Польщі у 1981–1989 рр.

## Життєпис
Василь Романик навчався у Місійному інституті отців Василіян у Бучачі. 16 серпня 1934 р. вступив до Василіянського Чину. Тут отримав монаше ім'я Йосафат. Перші чернечі обіти склав 31 березня 1936 р. Згодом продовжував філософсько-богословські студії, які закінчив 1944 р. Довічні обіти склав 13 вересня 1942 р. в Крехові. 20 грудня 1942 р. отримав дияконські, а 27 грудня 1942 р., у Львові — ієрейські свячення (святитель — єпископ Микита Будка).
Після свячень перебував у Добромильському, згодом у Варшавському, а відтак у Кристинопільському василіянських монастирях. Після встановлення нових кордонів Польщі з СРСР у листопаді 1947 р. переїхав до Адамполя (Володавський повіт), де виконував обов'язки капелана в римо-католицькому жіночому монастирі сестер служебниць. З 1947 року також розпочав навчання в Люблінському католицькому університеті, які завершив ліценціатом з богослов'я. По завершенні студій переїхав до Варшавського василіянського монастиря. У 1953–1954 рр. був парафіяльним вікарієм римо-католицької парафії у Валчі, а в 1957–1965 рр. — вікарієм у Старому Курові. Допомагав також у душпастирстві греко-католиків у Круклянках (1964–1965). У 1966–1977 рр. був вікарієм греко-католицької парафії при Варшавському василіянському монастирі, а згодом (1977–1982) — її адміністратором. У 1979–1982 рр. здійснював душпастирську обслугу греко-католиків у Ольштині. 19 серпня 1965 р. призначений протоархимандричим делегатом для отців Василіян у Польщі. Це завдання він виконував до 1983 р., коли був обраний першим протоігуменом новоутвореної василіянської віце-провінції в Польщі.
22 грудня 1981 р. примас Польщі призначив о. Йосафата Романика своїм генеральним вікарієм для греко-католиків неофіційного північного вікаріату Польщі. Це завдання він виконував до 1989 р., тобто до хіротонії греко-католицького єпископа Івана Мартиняка (пізніше — митрополита). У 1989—1994 рр. душпастирював у Колобжеґу, де був настоятелем місцевого василіянського осідку і душпастирем греко-католиків. Після повернення до Варшави у 1994–1999 рр. виконував обов'язки духівника і сповідника студентів василіянської семінарії і надавав душпастирську обслугу греко-католикам варшавської парафії. 26 червня 1990 р. відзначений папською медаллю «Pro Ecclesia et Pontifice». У 1999 р. переведений до василіянського монастиря в Перемишлі, де був сповідником і духівником василіянських студентів. Переклав на українську мову документи беатифікаційного і канонізаційного процесу св. Йосафата Кунцевича.
Ієромонах Йосафат Романик помер 14 січня 2007 р., після важкої хвороби, в лікарні Кардіологічного інституту у Варшаві. 22 січня 2007 р. був похований у гробниці отців Василіян на кладовищі Брудно (Варшава).